# Konečné produkty pokročilé glykace
Konečné produkty pokročilé glykace (anglicky advanced glycation end products, AGEs) jsou bílkoviny nebo lipidy, které se při vystavení se cukrům stávají glykovanými. Tyto látky mohou být činitelem stárnutí a rozvoje či zhoršení mnoha degenerativních onemocnění, jako je cukrovka, ateroskleróza, chronické renální selhání a Alzheimerova choroba.